# Тхинд, Картар Сингх
Картар Сингх Тхинд (англ. Kartar Singh Thind, 1917—1991) — индийский миколог.

## Биография
Родился 30 декабря 1917 года в деревне Саидпур в Пенджабе. Учился в Пенджабском университете, в 1939 году получил степень бакалавра, в 1940 году — магистра. Затем Тхинд отправился в США для получения дальнейшего образования. В 1948 году получил степень доктора философии в Висконсинском университете.
Вернувшись в Индию, Тхинд инспектором Регионального развития картофеля в Химачал-Прадеше. С 1949 года он был старшим преподавателем по ботанике в Пенджабском университете. С 1957 года преподавал в звании ридера, в 1962 году стал профессором, в 1967 году — старшим профессором.
В 1976 году Катар Сингх Тхинд возглавил кафедру ботаники Пенджабского университета. В течение четырёх лет преподавал в звании профессора, в 1980 году ушёл с этого поста, продолжив заниматься исследовательской деятельностью.
Тхинд избирался президентом Индийского фитопатологического общества (1972), Индийского ботанического общества (1973), Индийского микологического общества (1975). Член Национальной академии наук Индии (1958), Индийской академии наук (1960), Индийской национальной научной академии (1968).
В 1978 году Тхинд был удостоен медали Панчанама Магешвари Индийского ботанического общества.
Скончался 3 декабря 1991 года.

## Некоторые научные работы
- The Clavariceae of India.
- The Myxomycetes of India.

## Роды грибов, названные в честь К. С. Тхинда
- Thindia Korf & Waraitch, 1971
- Thindiomyces Arendh. & R.Sharma, 1983